# Dytiscus
Dytiscus (gr. δυτικός, "capaç de capbussar-se") és un gènere de coleòpters aquàtics de la família Dytiscidae, que normalment es troben en aiguamolls o basses. Inclou unes 26 espècies que es distribueixen a Europa (incloent els Països Catalans), Àsia, Nord d'Àfrica i Amèrica del Nord i Central. Són depredadors que poden reduir les poblacions de larves de mosquit.
Les espècies de Dytiscus són coleòpters grossos amb una forma arrodonida i robusta i fan uns 5 cm de llargada. Les femelles acostumen a ser més grosses que els mascles. Els adults de moltes espècies poden volar i així colonitzar noves masses d`'aigua.

## Parasitoides
Els ous dels Dytiscus de vegades són parasitats per vespes de la famílies Eulophidae, Mymaridae i altres Chalcidoidea.

## Taxonomia
Dysticus conté les següents espècies:
- Dytiscus alaskanus J.Balfour-Browne, 1944
- Dytiscus avunculus C.Heyden, 1862
- Dytiscus carolinus Aubé, 1838
- Dytiscus circumcinctus (Ahrens, 1811)
- Dytiscus circumflexus Fabricius, 1801
- Dytiscus cordieri Aubé, 1838
- Dytiscus dauricus Gebler, 1832
- Dytiscus delictus (Zaitzev, 1906)
- Dytiscus dimidiatus Bergsträsser, 1778
- Dytiscus distantus Feng, 1936
- Dytiscus fasciventris Say, 1824
- Dytiscus habilis Say, 1830
- Dytiscus harrisii Kirby, 1837
- Dytiscus hatchi Wallis, 1950
- Dytiscus hybridus Aubé, 1838
- Dytiscus krausei H.J.Kolbe, 1931
- Dytiscus lapponicus Gyllenhal, 1808
- Dytiscus latahensis Wickham, 1931
- Dytiscus latissimus Linnaeus, 1758
- Dytiscus latro Sharp, 1882
- Dytiscus lavateri Heer, 1847
- Dytiscus marginalis Linnaeus, 1758
- Dytiscus marginicollis LeConte, 1845
- Dytiscus miocenicus Lewis & Gundersen, 1987
- Dytiscus mutinensis Branden, 1885
- Dytiscus persicus Wehncke, 1876
- Dytiscus pisanus Laporte, 1835 Es troba als Països Catalans[4]
- Dytiscus semisulcatus (O.F.Müller, 1776)
- Dytiscus sharpi Wehncke, 1875
- Dytiscus sinensis Feng, 1935
- Dytiscus thianschanicus (Gschwendtner, 1923)
- Dytiscus verticalis Say, 1823
- Dytiscus zersii Sordelli, 1882

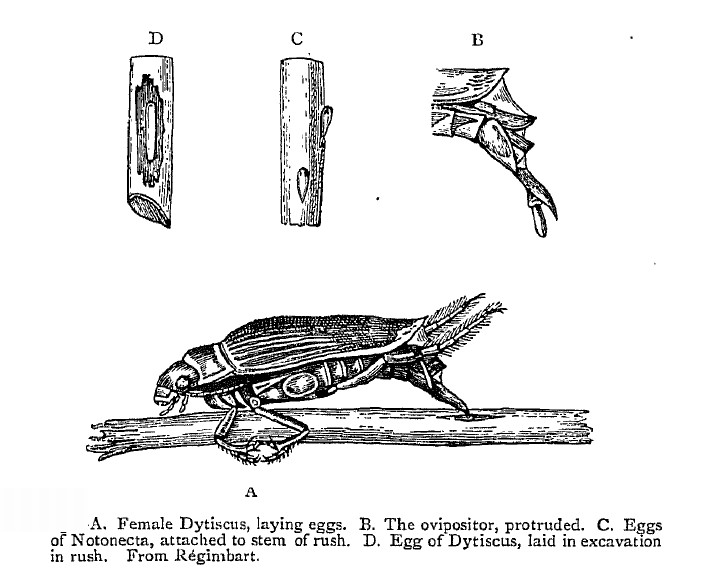
Ous
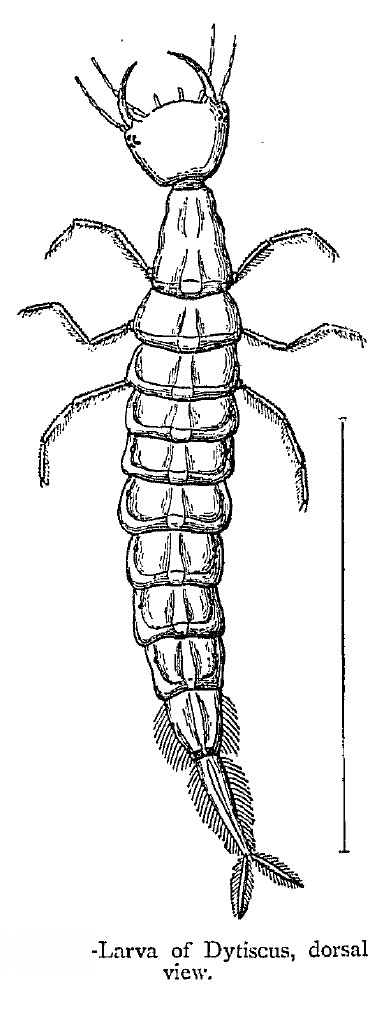
Larva
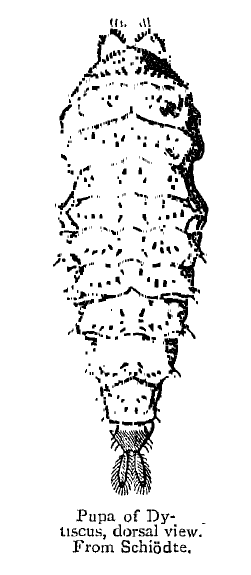
Pupa
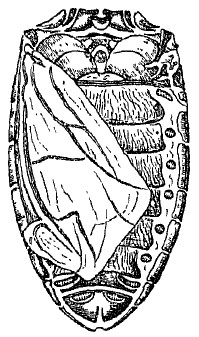
Espiracles sota els èlitres
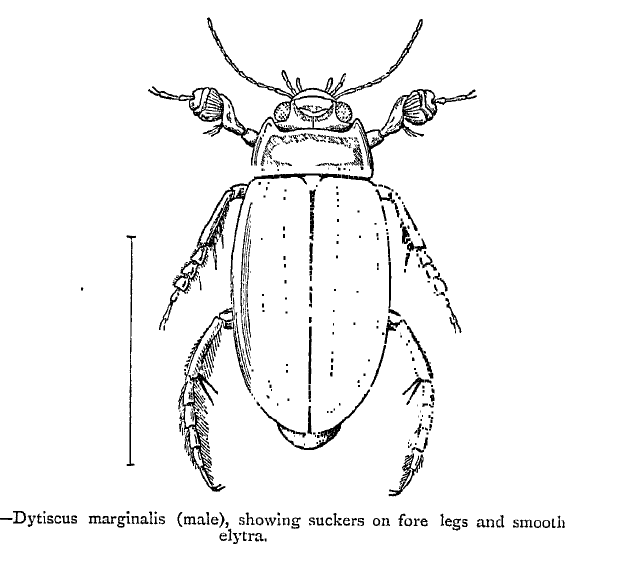
Mascles
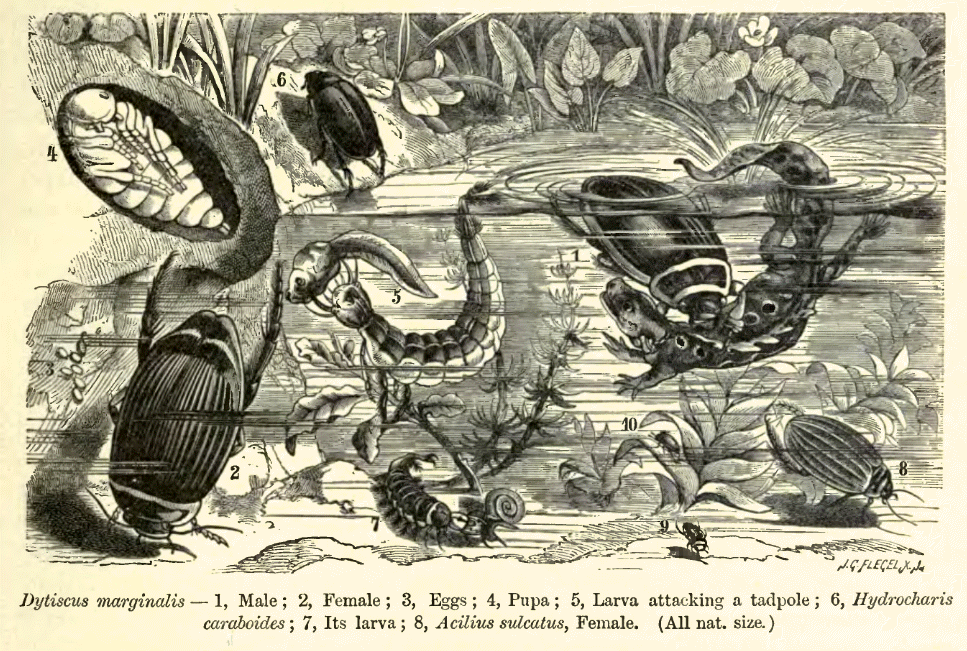
Cicle